# Sombra (psicologia)
Sombra, em psicologia analítica, refere-se ao arquétipo que é o lado oposto do nosso ego consciente. É, por assim dizer, a  parte animalesca da personalidade humana, e corresponde ao id freudiano. Para Carl Gustav Jung, esse arquétipo foi herdado das formas inferiores de vida através da longa evolução que levou ao ser humano. A sombra contém todas aquelas atividades e desejos que podem ser considerados imorais e violentos, aqueles que a sociedade, e até nós mesmos, não podemos aceitar. Ela nos leva a nos comportarmos de uma forma que normalmente não nos permitiríamos. E, quando isso ocorre, geralmente insistimos em afirmar que fomos acometidos por algo que estava além do nosso controle. Esse "algo" é a sombra, a parte primitiva da natureza do homem. Mas a sombra exerce também um outro papel, possui um aspecto positivo, uma vez que é responsável pela espontaneidade, pela criatividade, pelo insight e pela emoção profunda, características necessárias ao pleno desenvolvimento humano. 
Devemos tornar a nossa sombra mais clara possível procurando um trabalho partindo do interior para o exterior. 
A sombra é frequentemente projetada em outra pessoa, que aparece ao indivíduo como negativa.